# Irish Republican Army (1919)
Pour les articles homonymes, voir Ira, Armée républicaine irlandaise et Óglaigh na hÉireann.
 (novembre 2024).
Si vous disposez d'ouvrages ou d'articles de référence ou si vous connaissez des sites web de qualité traitant du thème abordé ici, merci de compléter l'article en donnant les références utiles à sa vérifiabilité et en les liant à la section « Notes et références ».
L'Irish Republican Army (irlandais : Óglaigh na hÉireann, français : Armée républicaine irlandaise, Old IRA) est une organisation républicaine irlandaise ayant participé à la guerre d'indépendance irlandaise entre 1919 et 1922. Elle est l'ancêtre de l'ensemble des groupes qui revendiqueront ensuite le nom d'Armée républicaine irlandaise, le nom Old IRA (La Vieille IRA) est utilisé pour la distinguer des groupes qui suivront.
Elle est le résultat de l'union de l'Irish Citizen Army et des Irish Volunteers, deux organisations armées nationalistes irlandaises qui participèrent à l'insurrection de Pâques 1916. Le 21 janvier 1919, la République irlandaise proclamée pendant cette même insurrection est fonctionnellement mise en place par l'élection d'une assemblée, le Dáil Éireann, et les Irish Volunteers sont reconnus par cette assemblée comme sa force armée officielle formant ainsi l'IRA. L'IRA se lance alors dans une guerre de guérilla contre l'occupation de l'ile d'Irlande par les britanniques jusqu'en 1921, c'est la Guerre d'indépendance irlandaise.
À la suite de la signature du Traité anglo-irlandais signant la fin de la guerre d'indépendance l'IRA se divisa en deux : les soutiens du traité formèrent l' Armée nationale irlandaise, qui deviendra ensuite l'armée officielle du nouvel État libre d'Irlande, la majorité restante de l'organisation, refusant les conditions et compromissions de cet accord, constitua une nouvelle Irish Republican Army, illégale et en guerre contre le nouvel Etat pendant la Guerre civile irlandaise.

## Histoire

### Origines
L'Irish Volunteers et l'Irish Citizen Army, deux organisations armées fondées en 1913, se sont données comme objectif de mettre un terme au règne britannique de plus de 700 années sur l'ile irlandaise. Elles organisent conjointement l'Insurrection de Pâques 1916, qui se solda par un échec militaire des forces républicaines irlandaises avec des pertes lourdes, de nombreux emprisonnements et déportations de militants. Mais la répression sanglante des britanniques rapprocha la population irlandaise de son mouvement de libération nationale irlandais. Fin 1917, aux premières libérations des prisonniers de 1916, le mouvement républicain se réorganise. En octobre une assemblée est tenue à Dublin et Éamon de Valera est élu comme président de l'armée, Michael Collins comme directeur organisationnel et Cathal Brugha comme chef de l'état-major.
Aux élections générales de 1918, le parti nationaliste Sinn Féin remporte près de 47 % des voix et décroche 73 sièges sur 105. Le parti, fort de ce succès et conformément à ses promesses, refuse de siéger à la Chambre des communes du Royaume-Uni, forme le Premier Dáil. Les Irish Volunteers commence dès lors une campagne d'offensives contres les forces britanniques, la British Army et la police paramilitaire alors en place en Irlande, la Royal Irish Constabulary. La première opération est l'embuscade de Soloheadbeg où Sean Hogan et ses hommes de la 3e brigade de Tipperary tuent trois policiers de la RIC et s'emparent de gélignite.
Le Dáil, inquiet de ne pas être reconnu par les combattants nationalistes, reconnait les Irish Volunteers comme sa force armée officielle et inscrit à la constitution de la toute jeune République qu'ils doivent obéissance à son pouvoir exécutif et à personne d'autre. En aout 1919, Brugha propose au Dáil que les Volunteers lui prête allégeance mais certaines sources affirme que cette allégeance ne sera prêtée qu'un an plus tard en aout 1920. Au contraire, certaines sources notent que dès les derniers mois de 1919 le terme Irish Republican Army remplace les Volunteers dans le langage quotidien[réf. nécessaire]. Ce changement attesterait que les Volunteers acceptèrent dès lors l'autorité du Dáil, et donc d'être nommé comme "armée de la République Irlandaise", familièrement désignée comme lArmée républicaine Irlandaise. En 1917, déjà, un groupe d'hommes des comtés de Clare et Tipperary, accusés d'attaques, se revendiquèrent comme soldats de lIrish Republican Army et refusèrent de reconnaitre la légitimité de la court, et demandèrent d'être traités en tant que prisonniers de guerre.

### Guerre d'indépendance irlandaise

#### Campagne militaire et organisation
L'IRA a mené une guerre de guérilla contre les forces en présence de la couronne britannique de 1919 à 1921. La guérilla, tactique utilisée déjà à maintes reprises contre les envahisseurs, ne fut que très rarement aussi efficacement et systématiquement jusqu'à la victoire politique, montrant la voie à l'ensemble des mouvements de libération de l'Empire britannique.
La campagne menée par l'IRA se décompose en trois phases.

##### Réorganisation (1919)
La première phase est marquée par la réorganisation des groupes militants déjà ou anciennement actifs, majoritairement les Irish Volunteers, en armée de guérilla, refusant les affrontements directs et préférant le harcèlement des Britanniques. Ernie O'Malley fut un des commandants qui traversa le pays pour monter des dizaines d'unités de guérilla. Sur le papier, près de 100 000 personnes furent liés de près ou de loin aux activités des Volunteers. Seulement 15 000 d'entre eux prirent part active dans les combats et embuscades.
En 1919, Collins monte l'unité The Squad ou The Twelve Apostles, spécialisée dans l'assassinat des membres des renseignements britanniques repérés et basée à Dublin. L'IRA tuera de cette manière jusqu'à 14 officiers en une seule matinée .
La cible favorite de l'IRA restera les casernes de la RIC. Le harcèlement militaire et le soutien populaire poussa même la RIC à déserter la majorité des casernes rurales faute de volontaires, qui étaient jusqu'ici en écrasante majorité catholiques et locaux.

##### Escalade du conflit (janvier 1920 - juillet 1920)
Dans sa deuxième phase, l'IRA passe à des cibles plus importantes, les casernes fortifiées de la RIC des grandes villes d'Irlande. De janvier à juin, 16 sont détruites et 29 sévèrement endommagées. Près de 400 casernes, de toutes tailles et dans tout le pays, furent réduites en cendres en avril 1920 dans une opération coordonnée de l'IRA [réf. nécessaire].
Plusieurs évènement témoignent de l'escalade du conflit. Premièrement, la loi martiale est partiellement promulguée par le pouvoir britannique - autorisant l'enfermement arbitraire et l'exécution des membres de l'IRA. Secondement, le déploiement généralisé de la British Army et de groupes paramilitaires, les tristement célèbres Black and Tans et l'Auxiliary Division.

##### Guérilla (aout 1920 - juillet 1921)
L'IRA, à la suite de ses coups de force en 1920, doit à présent affronter une force d'occupation avec plus de présence que dans les premiers mois de la guerre. Finies les attaques sur les casernes fortifiées et défendues, l'IRA se concentrera à présent sur les embuscades. Sa réorganisation permet la formation de « colonnes volantes »  - des unités pensées et mise en place pour la guérilla, d'une vingtaine d'hommes, quelques fois plus grandes. Dans les zones rurales, les colonnes peuvent utiliser le terrain à leur avantage (en se basant dans les zones montagneuses par exemple)[réf. nécessaire].
Novembre 1920 voit l'apogée de la violence, particulièrement à Dublin. Le 21 novembre 1920, a lieu le premier Bloody Sunday (1920), le matin Les Douzes Apôtres de Collins exécutent 14 agents britanniques. En représailles, les forces britanniques ouvrent le feu sur un match de Football gaélique au Croke Park, tuant 14 civils à leur tour. Avant la fin de la journée deux importants républicains et un ami a eux furent également arrêtés et exécutés.
Bien que l'ensemble du pays connu la violence de la guerre, le gros des affrontements se situèrent à Dublin et dans le Munster. Dans le Munster, l'IRA mena un nombre important d'attaques victorieuses, comme par exemple les 18 Auxiliaires de la RIC tués par la 3e Brigade de Cork à Kilmichael en novembre 1920 ou les 13 soldats tués par les hommes de Liam Lynch près de Millstreet en 1921. Les unités de Dublin, dont la Squad de Collins, fusionnèrent dans l'Active service unit d'Oscar Traynor, qui se donna pour objectif de frapper, au moins, trois fois par jour les forces d'occupation (fusillades, lancers de grenades...). Autre part dans le pays la guerre fut plus sporadique et bien moins intense, bien que quelques poches de résistances firent de nombreuses attaques, comme les hommes de Seán Mac Eoin dans le Longford ou au printemps 1921 dans le Mayo.
À Belfast, la guerre eu ses particularités. Dans la ville, à majorité protestante et unioniste, les actions de l'IRA entrainaient presque systématiquement des représailles contre la population catholique de la ville, comme le massacre de la famille McMahon et le Bloody Sunday de Belfast en 1921. Particulièrement au nord, l'IRA, en plus de protéger la population catholique des attaques loyalistes et des forces de l'ordre, mena une campagne ciblée contre des cibles économiques (usines, commerces...). À Belfast seulement, où les violences continueront jusqu'en octobre 1922, bien après la trêve signée et respectée dans le reste du pays, entre 400 et 500 personnes perdirent la vie.
L'IRA fut impliquée dans la destruction de plusieurs centaines de maisons dans le Munster. La Church of Ireland Gazette reporte également plusieurs cas d'exécutions sommaires de loyalistes par arme à feu ou incendie dans le début des années 1920. Dans le Comté de Cork entre 1920 et 1923 l'IRA aurait fusillé plus de 200 civils dont 70 (36 % - ce qui correspond à 5 fois la proportion dans le comté) étaient protestants[réf. nécessaire]. Cela pourrait être du à l'inclinaison historique des protestants à l'unionisme. Cependant, en 1922, une convention des Irish Protestant Churches à Dublin signa une résolution « attestant » que « l'hostilité envers les protestants pour leur religion est restée presque, si ce n'est totalement, inconnue dans les 26 comtés où les protestants se retrouvaient en minorité »".
Les années 1920 furent en Irlande, une période d'agitation sociale, et plusieurs grèves, conseils ouvriers (Soviet de Limerick) et autres actions sociales civiles furent mises à profit de la lutte nationale. L'IRA occupa alors un rôle d'agent de contrôle social et favorisant l'union nationale contre l'occupant, fut mobilisée pour casser les grèves et calmer l'agitation.
En avril 1921, l'IRA se réorganise une nouvelle fois, dans la suite de sa reconnaissance par le Dáil, dans le sens d'une armée régulière. Des divisions sont créées par régions, avec des commandants qui se voient attribuer une certaine responsabilité, théorique, pour de larges zones géographiques. En pratique, peu de choses changent et la nature d'armée de guérilla reste la caractéristique première de l'IRA, au grand dam de membres du Sinn Féin, Arthur Griffith et Éamon de Valera en premier lieu, qui auraient préféré renforcer effectivement le contrôle du Dáil sur l'Etat major de l'IRA.
En mai 1921, des unités de Dublin, sous impulsion de Éamon de Valera pour rattraper l'influence de Collins, attaquent et brulent la Custom House, le siège du gouvernement local de l'État britannique. C'est un revers notable pour l'IRA qui voit 18 de ses membres se faire capturer et 6 autres mourir.
Jusqu'à la fin de la guerre en juillet 1921, l'IRA subit une pression constante de l'armée britannique, son déploiement toujours plus important dans les zones de conflit et subit une pénurie d'armes et de munitions. Les estimations donnent à peu près 3000 armes à feu à l'IRA (majoritairement volés aux britanniques), dont une grande partie d'armes de poing. Un ambitieux plan d'achat d'armes d'Italie échoue en 1921 quand l'IRA se trouve dans l'incapacité à acheminer l'argent à ses revendeurs. Avant la fin de la guerre, des Thompson sont importés des États-Unis (495 sont interceptés par les autorités américaines et seuls quelques uns arriveront en Irlande peu avant la trêve).
En juin 1921, Collins évaluait l'espérance de vie de l'IRA à quelques semaines, voir jours[réf. nécessaire]. L'IRA arrivait au bout de ses réserves de munitions. Plus de 5000 hommes ont été emprisonnés et plus de 500 d'entre eux tués. Collins et Mulcahy estimaient leur nombre de volontaires actifs disponibles à moins de 3000. Mais l'été 1921 voit la guerre s'arrêter soudainement.
Les avis divergent sur l'efficacité de la campagne de l'IRA. L'IRA ne fut jamais en position d'envisager d'engager une guerre conventionnelle. Politiquement, militairement, et financièrement les coûts à payer pour rester en Irlande furent bien supérieurs à ce qu'avait pu imaginer le gouvernement britannique, ils furent alors forcés à entrer en négociations avec les leaders irlandais. L'historien David Fitzpatrick note que « les guérilleros irlandais [...] étaient largement surpassés par les forces britanniques [...] Le succès des volontaires irlandais à survivre si longtemps est alors notable ».

### La trêve
Le Premier Ministre britannique alors en place, David Lloyd George, se retrouve rapidement sous pression (internationales et nationales) pour proposer une porte de sortie à la crise. Il opéra alors un changement total de position. Il qualifiait jusqu'alors l'IRA de « troupe de meurtriers ». Le premier a pousser à la paix fut le roi George V appelant des ses mots, lors d'un discours à Belfast, à la réconciliation de toutes parts. Les gouvernements britanniques et irlandais commencèrent les pourparlers et a évoquer les conditions d'une trêve[réf. nécessaire]. 
Le 8 juillet 1921, Éamon de Valera rencontre le général Nevil Macready, chef des armées britanniques en Irlande, et ils trouvent un terrain d'accord. L'IRA fera taire ses armes et l'armée britannique se cantonnera à ses casernes pour toute la durée des négociations de paix. Le 21 juillet 1921, la trêve est signée. 
Beaucoup d'officiers de l'IRA interprétèrent la trêve comme une simple pause dans les affrontements. Ils continuèrent à recruter et entraîner des volontaires pour se préparer à la reprise des hostilités, le nombre des hommes de l'IRA atteignant 72 000 au début de 1922[réf. nécessaire].
Les négociations du Traité anglo-irlandais se sont tenus à Londres dans les derniers mois de 1921. La délégation irlandaise était menée par Éamon de Valera et Arthur Griffith. 
Les points les plus débattus du traités au sein même de l'IRA furent :
- L'abolition de la République irlandaise et des institutions mises en place en 1919
- La mise en place d'un nouvel État libre d'Irlande qui restera dans le giron britannique du fait de son appartenance au Commonwealth
- La conservation britannique des trois ports de Queenstown, Berehaven et Lough Swilly

Ces dissensions seront dans les mois qui suivirent à l'origine de la scission de l'Old IRA et de la Guerre civile irlandaise.
L'Irlande était déjà découpée en deux, 6 comtés de l'Ulster forment l'Irlande du Nord et les 26 autres l'Irlande du Sud, depuis la Loi sur le gouvernement de l'Irlande de 1920. Selon le Traité, signé le 6 décembre 1921, qui acte la fin de la guerre, l'Irlande du Nord peut choisir de scissionner du nouvel État libre d'Irlande et rester dans le Royaume-Uni. C'est ce que le Parlement d'Irlande du Nord choisit. Une Commission Irlandaise des Frontières fut mise en place pour statuer sur le sujet des nouvelles frontières. Les leaders irlandais pensaient que la commission finirait par transférer les zones en majorité nationaliste à l'Irlande et se faisant réduirait considérablement la taille de l'Irlande du Nord, la rendant ainsi peu viable économiquement. La partition ne fut même pas un point de débat entre les pro et anti Traité, chacun attendait la même chose de cette commission. Michael Collins et l’état major de l'IRA préparaient une campagne clandestine de guérilla pour affaiblir l'Irlande du Nord, dès le traité signé. Début 1922, l'IRA envoie des unités à la frontière et des armes à ses hommes du Nord. Ce ne fut qu'après, une fois la partition actée et la guerre civile enclenchée au Sud que la Réunification de l'Irlande devint une revendication exclusives aux anti-traités[réf. nécessaire].

### Le traité Anglo-Irlandais
Le commandement de l'IRA est rapidement très divisé sur la question du traité et de sa ratification ou non par le Dáil. Malgré son implication directe dans les négociations pour le traité, Michael Collins ne parviendra pas à convaincre la majorité de ses officiers à le défendre. Dans l'état-major même de l'IRA, neuf le soutiennent mais quatre s'y opposent. L'opposition est d'autant plus grande dans le reste de l'armée, et la majorité de ses troupes s'y opposent. De janvier à juin 1922, progressivement leur désaccord évolue en méfiance et opposition active au gouvernement provisoire d'Irlande. 
Les deux camps s'accordent sur l'allégeance de l'IRA au Dáil républicain élu, mais les anti-traités argumentèrent que la décision du Dáil de ratifier l'accord et, de ce fait, de mettre un terme à la République irlandaise supprimait également leur vœu d'allégeance. Ils militaient pour que l'IRA renie cette allégeance et pour rendre les pleins pouvoirs sur l'armée à son exécutif. Le 16 janvier, une première division de l'IRA - la 2e division du Sud d'Ernie O'Malley - renie l’autorité de l’état-major.  Un mois plus tard, le 18 février, Liam Forde, l'officier commandant de la brigade de Mid-Limerick, déclare : « Nous ne reconnaissons plus l'autorité de l'actuelle direction de l'armée, et renouvelons notre allégeance à la République Irlandaise ». C'est la première unité à officiellement renier avec le gouvernement pro-traité. 
Le 22 mars, Rory O'Connor tient une conférence de presse pendant laquelle il déclare que l'IRA ne répondra plus du Dáil, ce dernier ayant brisé son serment de représentation de la République : « Nous renions le Dáil [...] Nous mettrons en place un exécutif voué à diriger l'IRA sur l'ensemble du pays. » En réponse à la question de si cela signifiait la mise en place d'une dictature militaire O'Connor répondit : « Dites le comme cela si ça vous chante. »  (« You can take in that way if you like »).
Le 28 mars, l'exécutif de l'IRA anti-traité déclare que ni le Ministre de la Défense, Richard Mulcahy, ni le secrétaire général, Eoin O'Duffy, n'exercent plus aucun contrôle sur l'IRA. Et demande l'arrêt immédiat des recrutements militaires et de police lancés par le gouvernement provisoire issu du traité. Le nouvel état-major demande à toutes ses unités de renouveler leurs serments d'allégeance à la République Irlandaise dès le 2 avril. Petit à petit la guerre civile se lance.   

### Guerre civile
La partie pro-traité de l'IRA, suivant Collins et Mulcahy, se constitue bientôt en Armée nationale irlandaise, qui est de facto l'armée du nouvel État libre d'Irlande et qui de le deviendra de jure en octobre 1924. Avec les pressions britanniques pour mettre en place les accords du Traité, et les tensions croissantes entre les pro et anti traités, rapidement la situation dégénère en guerre civile. 
Le 24 mai 1923, Frank Aiken, secrétaire général de l'lRA (anti-traité) appel au cessez le feu. Beaucoup de membres de l'IRA coupèrent tout lien avec le monde politique mais quelques uns continuèrent à militer contre le nouvel état irlandais illégitime selon eux, car issu d'un traité l'étant lui aussi. Ils soutiennent alors que l'état major de l'IRA est le seul gouvernement légitime de la République Irlandaise (de facto et de jure abolie). L'IRA, et l'ensemble des groupes suivants, se réclament tous de ce groupe niant la légitimité du nouvel Etat irlandais. 

## Organisation et sociologie de l'IRA

### Direction de l'armée
Dès 1919, une lutte de pouvoir et d'influence s'engage entre le Dáil, représenté par Brugha, et l'état major de l'IRA entremêlé avec l'Irish Republican Brotherhood (IRB), représentés par Collins. Bien que tous deux ministres, Brugha, Ministre de la Défense, jouit d'un poste plus influent mais Collins bénéficie d'un soutien populaire bien plus important en tant que Director of Organisation de l'IRA et du fait de son appartenance au Conseil Suprême de l'IRB.
De Valera a pleine conscience du pouvoir de Collins, qu'il attribue bien plus à ses liens avec l'IRB qu'à son élection au parlement (Teachta Dála) ou qu'à sa place au gouvernement (Aireacht). Brugha et De Valera demande l'IRA de mettre sur pieds des activités militaires plus conventionnelles que la guérilla suivie, dans le but de permettre à la République de contrôler son armée. Collins et Richard Mulcahy ignorent leurs requêtes. Brugha propose par exemple l'assassinat de l'ensemble du gouvernement britannique[réf. nécessaire]. Cette proposition est écartée pour l'effet présumé qu'elle aurait sur l'opinion publique britannique. D'autre part, d'autres membres du Dáil, notamment Arthur Griffith, critiquent les méthodes et la violence employées par l'IRA et auraient préféré une campagne de désobéissance civile plus pacifique pour faire plier le règne britannique. Tardivement, en avril 1921, trois mois avant la fin de la guerre d'indépendance, le Dáil finit par endosser la responsabilité des actions de l'IRA.
Dans les faits l'IRA était dirigé par Collins, avec Mulcahy comme second. Ils pouvaient commander les différentes unités de tout le pays, et envoyer en jour et en heure les armes nécessaires aux opérations. Mais à cause des spécificités d'une guerre de guérilla, il leur était difficile de passer outre aux commandants locaux de l'IRA comme Tom Barry et Liam Lynch à Cork ou Seán Mac Eoin à Longford.

### Effectifs
L'IRA se réclamait de 70 000 hommes, mais seuls 3000 combattaient activement contre la couronne. L'IRA n'avait pas confiance aux irlandais qui avaient combattus dans les rangs britanniques pendant la Première Guerre mondiale, mais il y eut plusieurs exceptions comme Emmet Dalton, Tom Barry et Martin Doyle. L'IRA classait ses hommes en trois catégories : les 'non-fiables', les 'fiables' et les 'actifs'. Les non-fiables étaient ceux qui étaient effectivement membres de l'IRA mais sans avoir un quelconque rôle dans la lutte, les fiables avaient un rôle de soutien des unités et combattaient parfois, et les actifs étaient engagés à plein temps dans les combats. Moins des deux tiers des brigades de l'IRA étaient considérées comme fiables et le taux d'actives était encore plus bas.

### Sociologie des membres de l'IRA

#### Des jeunes hommes célibataires
Des membres actifs, les trois-quarts étaient des adolescents ou des jeunes hommes dans la vingtaine, seuls 5% avaient plus de quarante ans. L'écrasante majorité était célibataire, seuls 4% d'entre eux étaient mariés ou en relation. La vie d'un actif de l'IRA, avec le stress de vivre au jour le jour en cavale, à se cacher en permanence, attirait plus facilement les jeunes célibataires. De plus, c'est également un choix de l'IRA de se concentrer sur cette catégorie de recrutement, qui se trouve être la plus à même de se dévouer corps et âme à la cause. Les femmes bien que actives dans le mouvement républicains, étaient absente, ou presque, de l'IRA.

#### Des urbains, qualifiés
Les médecins, élèves en médecine, cordonniers, ouvriers en bâtiment (peintres, menuisiers, maçons) et crémiers étaient sur-représentés parmi les actifs. L'historien canadien Peter Hart note que "guérilleros étaient démesurément qualifiés, entrainés et urbains...". Les fermiers, paysans et pêcheurs quant à eux bien sous représentés dans l'IRA. Les irlandais qualifiés ou commerçants avaient beaucoup plus tendance à être impliqués dans la culture irlandaise, dans des groupes comme la Ligue gaélique, que les fermiers et pêcheurs, et ont donc ainsi bien plus facilement développé des affects nationalistes irlandais. De plus, la poigne britannique tendait à être bien plus forte, plus visible et plus contraignante dans les villes qu'en rase campagne. Ceux alors plus engagés culturellement dans les activités nationalistes irlandaises étaient aussi ceux qui étaient les plus sujets au conflit avec l'autorité de la couronne, entrainant ainsi une radicalisation grandissante. Enfin, les tactiques britanniques qui visaient à faire exploser les maisons des nationalistes irlandais finirent par décourager nombres de familles paysannes de se joindre à la lutte nationale, familles dont le statut et la survie dépendent bien plus de la maison-ferme qu'ils habitent.

#### Des catholiques
L'IRA ne se définissait pas comme une organisation sectaire, mais au contraire comme ouverte à tous les irlandais. Cependant, ses membres étaient en majorité écrasante catholiques, avec pratiquement aucun protestant comptant dans les actifs de l'organisation. Hart en décompte 3 entre 1919 et 1921. Des 917 membres de l'IRA condamné par les courts britanniques en 1919, un seul était protestant. La majorité des volontaires de l'IRA étaient des catholiques pratiquants, mais une minorité non négligeable d'entre eux étaient païens, que ce soit athées ou catholiques non pratiquants.

#### Membres en Grande-Bretagne
Les volontaires de l'IRA servant en Grande-Bretagne étaient en majorité des résidants de Grande-Bretagne, très peu d'entre eux furent expédiés en mission depuis l'Irlande. La majorité de ces résidents étaient natifs d'Irlande mais quelques uns étaient nées en Grande-Bretagne, ce qui tendait à les rendre encore plus performatifs de leur identité irlandaise.

## Dans la fiction
- La série Peaky Blinders dans sa première saison met en scène l'IRA dans sa guerre contre les Anglais.